# Grafschaft (Adelsgeschlecht)

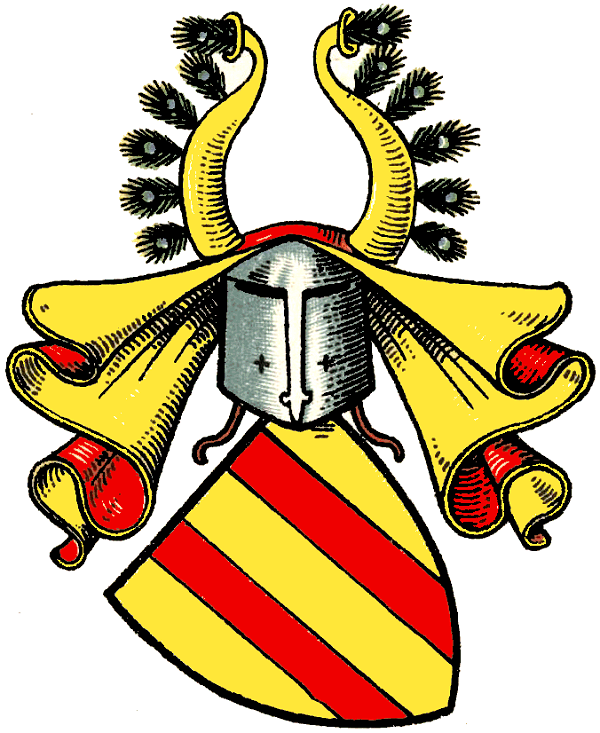
Wappen derer von Grafschaft im Wappenbuch des Westfälischen Adels

Die Edelherren von Grafschaft (auch Graffschaft) waren ein mittelalterliches Adelsgeschlecht mit Besitz im Grenzbereich zwischen dem späteren Herzogtum Westfalen und dem Wittgensteiner Land. Sie übten Vogteirechte im Dienste der Grafen von Arnsberg im östlichen Sauerland aus und stellten die Vögte des Klosters Grafschaft.

## Umfang der Besitzungen und Rechte
Ihr Besitz, die so genannte Grafschaft, lag im Hochsauerland in der Nähe des Kahlen Astens. Er reichte von dort bis ins Lennetal des späteren Amtes Fredeburg, ins Nuhnetal im Amt Medebach und ins Negertal im Amt Brilon.
Der Sitz der Herren war die Burg Nordenau. Sie gehörten zwar bis zum 14. Jahrhundert zum edelfreien, einflussreichen und bedeutenden Adel, hatten aber keine eigene Grafengewalt, sondern erhielten ihre Rechte von den Grafen von Westfalen, also den Grafen von Werl und später von Arnsberg. Die von den westfälischen Grafen erhaltenen Vogteirechte beinhalteten unter anderem die Gerichtsbarkeit in den Kirchspielen Grafschaft und Oberkirchen. Außerdem waren die Edelherren von Grafschaft Stuhlherren des Femegerichts in Nordenau, Gutsherren in der Vogtei Brunskappel und Patrone der Kirchlehen von Brunskappel sowie weiterer Kirchen.
Im Gegensatz zu Seibertz, der auch die Vogtei Medebach den Edelherren von Grafschaft zuschrieb, argumentiert Anton Führer, dass diese Vogtei zum Geschlecht der jüngeren Edelherren von Itter gehörte.

## Geschichte und Entwicklung

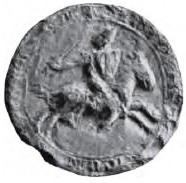
Siegel von Craft von Grafschaft von 1291 (Original im Staatsarchiv Münster)

Folgt man Johann Suibert Seibertz waren die Edelherren eine Nebenlinie des in der Grafschaft Wittgenstein regierenden älteren Hauses Battenberg. Dagegen legte Wilhelm Thöne dar, dass die Grafschafter  von den Edelherren zu Hachen abstammen.
Als erster Edelherr mit dem Vogtamt des Klosters Grafschaft wird ein Hermann als Zeuge des Erzbischofs Friedrich I. von Köln zu Beginn des 12. Jahrhunderts genannt. Für den Rest des Jahrhunderts fehlen weitere Nachrichten. Allerdings haben sie ihr Amt erfolgreich wahrgenommen, da die Bedeutung des Klosters in dieser Zeit stark anstieg. Erst seit Anfang des 13. Jahrhunderts tauchen die Edelherren von Grafschaft wieder urkundlich auf. Als Zeuge für Erzbischof Adolf werden 1202 ein Rembold von Grafschaft und sein Sohn Heinrich genannt. Wohl ein Bruder Heinrichs war der Abt von Kloster Werden und Helmstedt Gerhard von Grafschaft.

### Adolf I. und Johann I.
Den Höhepunkt ihrer Bedeutung erreichte das Geschlecht unter Adolf I., der etwa ab 1245 als Vogt amtierte. Dieser war zusammen mit den Grafen von Wittgenstein-Berleburg Mitgründer der Stadt Berleburg. Für den Ehrgeiz sein Haus aus der abhängigen Stellung herauszuführen spricht auch, das Adolf begann eigene Urkunden mit einem großen Siegel ausstellen zu lassen. Trotz seines Amtes als Vogt des Klosters Grafschaft stand Adolf mit diesem in einem konfliktreichen Verhältnis. Außerhalb Westfalens beteiligte er sich an mehreren Fehden der Erzbischöfe von Köln. Eine Schwester Adolfs war die Essener Äbtissin Sophia II. von Grafschaft.
Die Hoffnung auf Ausweitung der Machtstellung erfüllte sich nicht. Vielmehr mussten die Edelherren seit Adolf immer wieder Teile ihres Besitzes meist an Kloster Grafschaft veräußern, so dass sie am Ende nicht reichsunmittelbare Fürsten waren, sondern von ihrem Besitz eher dem niederen Ministerialadel zugehörig waren.  Nachfolger von Adolf waren die Brüder Widekind und Kraft von Grafschaft. Damit kam es zur Teilung des Besitzes darunter auch der Burg Nordenau. Auch wenn es zur Wiedervereinigung kam, führte insbesondere die Teilung der Burg später zu schweren Konflikten mit benachbarten Adelsgeschlechtern, da Teile der Burg an die Grafen von Waldeck verkauft wurden. Die negativen Tendenzen waren allerdings eine eher langfristige Erscheinung und zunächst spielten die Edelherren noch eine durchaus wichtige Rolle. So vermittelte Johann I. in seiner Funktion als Amtmann des Gerichts Medebach 1333 einen ewigen Frieden zwischen den Städten Medebach und Winterberg.

### Johann II.

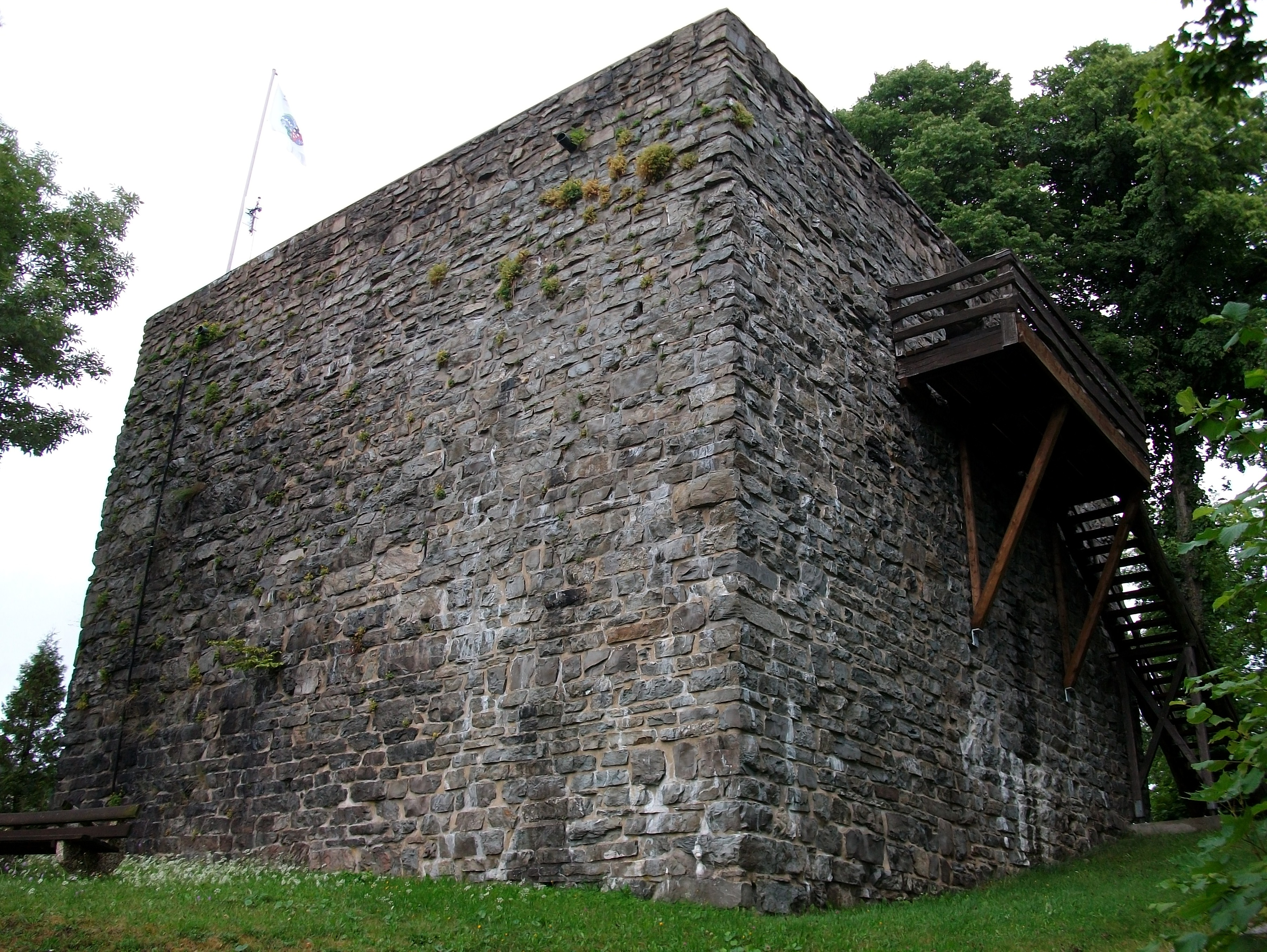
Reste des Bergfrieds von Burg Nordenau im heutigen Dorf Nordenau

Unter Johann II. kam es nach 1331 mit Heinrich von Waldeck zu einem Konflikt um den Besitz der Burg Nordenau. Diese endete zunächst mit der Gefangennahme Johanns und der Bestätigung der Ansprüche der Waldecker. Johann wurde nicht nur von Graf Gottfried IV. von Arnsberg mit einigen Vogteien belehnt, sondern trat auch in ein Verhältnis zum Erzbischof von Mainz, für dessen Besitz von Schloss und Stadt Battenberg er neben anderen westfälischen Adeligen eine Burgmannschaft stellte. Im Jahr 1341 kam es wegen der Burg Nordenau erneut zu Konflikten mit den Grafen von Waldeck. Dabei wurden die Edelherren vom Kölner Erzbischof Walram unterstützt, der seinerseits verschiedene Konflikte mit den Waldeckern hatte. Wenn auch nur vorübergehend vertrieben die Kölner die Waldecker von der Burg Nordenau. Wenn auch untergeordnet spielte der Konflikt der Edelherren von Grafschaft eine Rolle im Krieg zwischen Erzbischof Walram und Bischof Ludwig von Münster auf der einen Seite und Graf Gottfried IV., Adolf II. von der Mark und Otto von Waldeck auf der anderen Seite. Mit dem Kriegsende 1345 kam es auch in Fragen der Nordenau zu einem Vergleich. Die Burg wurde zwischen dem Erzbischof und den Grafen von Waldeck geteilt. Johann II. nahm seinen Teil der Burg von beiden zum Lehen. Allerdings war die Burg selbst im Krieg weitgehend zerstört worden. Die Kosten der Kriegsanstrengungen wirkten sich im Übrigen äußerst negativ auf den Wohlstand von Johann II. aus, so dass auch dieser zum Verkauf von Rechten und Besitzungen gezwungen war. Nutznießer waren unter anderem die Edelherren von Itter. Als Schwager dieser Familie wurde Johann in einen Konflikt mit den Landgrafen von Hessen verwickelt. Trotz seiner beschränkten Mittel hielt Johann an einem hohen Aufwand fest. So besuchte er 1349 den Fürstentag von Kaiser Karl IV. in Köln. Zeitweise trat Johann als Amtmann in eine direkte Beziehung zu den Kölner Erzbischöfen. Durch Verpfändung gingen die Rechte an der Burg Nordenau an die Herren von Gaugreben aus Medebach für Waldeck und an den Bischof von Paderborn für den Erzbischof von Köln in den 1370er Jahren über. Johann sah sich gezwungen, an die Gaugreben als Brautgabe für seine Tochter eine Reihe von Besitzungen abzugeben. Dies führte dazu, dass das Gebiet der Erbvogtei seither auf Dauer territorial gespalten war. Etwa um 1380 starb Johann II. Er war der letzte der Edelherren von Grafschaft, der eine größere Bedeutung hatte.

### Abstieg in den Niederadel und Ende
Eine relativ ruhige Entwicklung nahm der Besitz unter Konrad von Grafschaft der 1358 erstmals und 1441 letztmals urkundlich genannt wurde. Nachfolger wurde Kraft III. Nach dessen Tod wurden seine beiden Söhne Johann V. und Kraft IV. Erbvögte von Kloster Grafschaft. Nach Krafts Tod war Johann alleiniger Erbvogt. Zu dieser Zeit kam es zu Streitigkeiten mit den Äbten des Klosters. Im Jahr 1471 erwarb Philipp als Wohnsitz die südlich von Korbach gelegene Burg Oberense in Ober-Ense. Damit gehörten die Edelherren endgültig dem niederen Adel an. Die Burg Nordenau war zu dieser Zeit völlig verfallen.
Unter Erbvogt Philipp wurden die Meinungsverschiedenheiten mit dem Kloster um 1513 beigelegt. Nachfolger wurde 1521 Jost (Jobst) von Grafschaft. Dieser hatte zwar zahlreiche illegitime Nachkommen, zu denen beispielsweise die hessische Theologen- und höhere Beamtenfamilie Scriba gehört, blieb aber unvermählt. Seine Brüder starben vor ihm.
Das damit absehbare Aussterben der Edelherren von Grafschaft führte dazu, dass von verschiedener Seite Ansprüche auf das Erbe und die Nachfolge angemeldet wurden. Friedrich von Fürstenberg hatte zwar keine eigenen Ansprüche, erkannte aber, dass der Schlüssel zum Erbe bei den Äbten von Grafschaft und dem Kölner Erzbischof in dessen Funktion als Herzog von Westfalen lag. Mit zahlreichen Geschenken unterstützte er seine Bewerbung um die Vogtei. Nach dem Tod Friedrichs übernahm Kaspar von Fürstenberg die Ansprüche. Der letzte Edelherr von Grafschaft, Jost (Jodocus), starb am 15. September 1572 auf Burg Ober-Ense. Fürstenberg beauftragte den gelehrten Rat Gerhard Kleinsorgen mit der Wahrnehmung seiner Interessen. Kurfürst Ernst zog nach dem Aussterben der Herren von Grafschaft die Erbvogtei Grafschaft mit dem Kloster Grafschaft als gefallenes Mannlehen ein und übertrug sie 1573 Kaspar von Fürstenberg.

## Wappen
Das älteste Wappen derer von Grafschaft ist wie folgt blasoniert: In Gold zwei rote Pfähle. Der Helm trägt zwei rote, mit je sechs Pfauenfedern besteckte Büffelhörner. Die Decken sind rot-golden.

## Bekannte Mitglieder des Geschlechts
- Gerhard von Grafschaft, † 1249, Propst zu Werden 1215–1223, Fürstabt zu Werden Abt und Helmstedt 1230–1255.
- Adolf von Grafschaft, † 1238, Abt zu Grafschaft 1214–1238.
- Beatrix von Grafschaft, † 1303, Äbtissin zu Freckenhorst 1298–1303.
- Johann II., Edelherr von Grafschaft zu Nordenau, 1330–1381, Vogt des Klosters Grafschaft, Amtmann zu Wildenburg, Schnellenberg, Siegen, Nordenau, Falkenberg und Medebach.
- Heinrich III., Edelherr von Grafschaft zu Nordenau und Ehreshoven, 1320–1362, Ritter, Bergischer Amtmann zu Angermund.
- Widekind von Grafschaft, † 11. November 1322, Edelherr.